# Tita
Tita, pseudonimo di Milton Queiroz da Paixão (Rio de Janeiro, 1º aprile 1958), è un allenatore di calcio ed ex calciatore brasiliano.

## Carriera

### Club
Protagonista di un'ottima prima parte di carriera in Brasile, dove vince due edizioni della Coppa Libertadores (1981 e 1983) con Flamengo e Gremio e una Coppa Intercontinentale nel 1981 col Flamengo, nel 1987 approda in Europa per vestire la maglia del Bayer Leverkusen, con cui in un solo anno di militanza si aggiudica la Coppa UEFA, realizzando la rete dell'1-0 che dà avvio alla rimonta dei tedeschi nella finale di ritorno contro l'Español.
A fine stagione si trasferisce al Pescara di Giovanni Galeone, reduce dalla prima salvezza in massima serie della sua storia. Nella stagione 1988-1989 con 9 reti (fra cui una tripletta alla Roma e una doppietta alla Lazio) in 25 partite risulta il capocannoniere in campionato degli abruzzesi, senza riuscire tuttavia ad evitare la retrocessione in Serie B.
A fine stagione torna brevemente in Brasile per poi proseguire la carriera in Messico dove con la maglia del León  segnò una rete alla Juventus in una partita amichevole nel giugno 1991 . Chiuse l'attività agonistica in Guatemala.

### Nazionale
Con la nazionale brasiliana ha vinto la Copa América 1989, disputata in casa, ed è stato convocato per i mondiali 1990 in Italia, dove però non è mai sceso in campo.

## Statistiche

### Cronologia presenze e reti in nazionale
| Cronologia completa delle presenze e delle reti in nazionale ― Brasile | Cronologia completa delle presenze e delle reti in nazionale ― Brasile | Cronologia completa delle presenze e delle reti in nazionale ― Brasile | Cronologia completa delle presenze e delle reti in nazionale ― Brasile | Cronologia completa delle presenze e delle reti in nazionale ― Brasile | Cronologia completa delle presenze e delle reti in nazionale ― Brasile | Cronologia completa delle presenze e delle reti in nazionale ― Brasile | Cronologia completa delle presenze e delle reti in nazionale ― Brasile |
| Data                                                                   | Città                                                                  | In casa                                                                | Risultato                                                              | Ospiti                                                                 | Competizione                                                           | Reti                                                                   | Note                                                                   |
| ---------------------------------------------------------------------- | ---------------------------------------------------------------------- | ---------------------------------------------------------------------- | ---------------------------------------------------------------------- | ---------------------------------------------------------------------- | ---------------------------------------------------------------------- | ---------------------------------------------------------------------- | ---------------------------------------------------------------------- |
| 2-8-1979                                                               | Rio de Janeiro                                                         | Brasile                                                                | 2 – 1                                                                  | Argentina                                                              | Coppa America 1979 - 1º turno                                          | 1                                                                      |                                                                        |
| 16-8-1979                                                              | San Paolo                                                              | Brasile                                                                | 2 – 0                                                                  | Bolivia                                                                | Coppa America 1979 - 1º turno                                          | 1                                                                      | 46’                                                                    |
| 23-8-1979                                                              | Buenos Aires                                                           | Argentina                                                              | 2 – 2                                                                  | Brasile                                                                | Coppa America 1979 - 1º turno                                          | -                                                                      |                                                                        |
| 31-10-1979                                                             | Rio de Janeiro                                                         | Brasile                                                                | 2 – 2                                                                  | Paraguay                                                               | Coppa America 1979 - Semifinale                                        | -                                                                      | 60’                                                                    |
| 27-8-1980                                                              | Fortaleza                                                              | Brasile                                                                | 1 – 0                                                                  | Uruguay                                                                | Amichevole                                                             | -                                                                      |                                                                        |
| 30-10-1980                                                             | Goiânia                                                                | Brasile                                                                | 6 – 0                                                                  | Paraguay                                                               | Amichevole                                                             | 1                                                                      |                                                                        |
| 21-12-1980                                                             | Cuiabá                                                                 | Brasile                                                                | 2 – 0                                                                  | Svizzera                                                               | Amichevole                                                             | -                                                                      | 70’                                                                    |
| 4-1-1981                                                               | Montevideo                                                             | Argentina                                                              | 1 – 1                                                                  | Brasile                                                                | Mundialito - 1º turno                                                  | -                                                                      |                                                                        |
| 7-1-1981                                                               | Montevideo                                                             | Brasile                                                                | 4 – 1                                                                  | Germania Ovest                                                         | Mundialito - 1º turno                                                  | -                                                                      | 56’                                                                    |
| 10-1-1981                                                              | Montevideo                                                             | Uruguay                                                                | 2 – 1                                                                  | Brasile                                                                | Mundialito - Finale                                                    | -                                                                      | 55’                                                                    |
| 14-2-1981                                                              | Quito                                                                  | Ecuador                                                                | 0 – 6                                                                  | Brasile                                                                | Amichevole                                                             | -                                                                      |                                                                        |
| 22-2-1981                                                              | La Paz                                                                 | Bolivia                                                                | 1 – 2                                                                  | Brasile                                                                | Qual. Mondiali 1982                                                    | -                                                                      | 46’                                                                    |
| 22-3-1981                                                              | Rio de Janeiro                                                         | Brasile                                                                | 3 – 1                                                                  | Bolivia                                                                | Qual. Mondiali 1982                                                    | -                                                                      | 67’ 76’                                                                |
| 29-3-1981                                                              | Goiânia                                                                | Brasile                                                                | 5 – 0                                                                  | Venezuela                                                              | Qual. Mondiali 1982                                                    | 2                                                                      |                                                                        |
| 28-4-1983                                                              | Rio de Janeiro                                                         | Brasile                                                                | 3 – 2                                                                  | Cile                                                                   | Amichevole                                                             | -                                                                      | Uscita                                                                 |
| 17-8-1983                                                              | Quito                                                                  | Ecuador                                                                | 0 – 1                                                                  | Brasile                                                                | Coppa America 1983 - 1º turno                                          | -                                                                      |                                                                        |
| 24-8-1983                                                              | Buenos Aires                                                           | Argentina                                                              | 1 – 0                                                                  | Brasile                                                                | Coppa America 1983 - 1º turno                                          | -                                                                      | Ammonizione                                                            |
| 1-9-1983                                                               | Goiânia                                                                | Brasile                                                                | 5 – 0                                                                  | Ecuador                                                                | Coppa America 1983 - 1º turno                                          | 1                                                                      | 80’                                                                    |
| 13-10-1983                                                             | Asunción                                                               | Paraguay                                                               | 1 – 1                                                                  | Brasile                                                                | Coppa America 1983 - Semifinale                                        | -                                                                      | 75’                                                                    |
| 20-10-1983                                                             | Uberlândia                                                             | Brasile                                                                | 0 – 0                                                                  | Paraguay                                                               | Coppa America 1983 - Semifinale                                        | -                                                                      | Ingresso · Ammonizione                                                 |
| 27-10-1983                                                             | Montevideo                                                             | Uruguay                                                                | 2 – 0                                                                  | Brasile                                                                | Coppa America 1983 - Finale                                            | -                                                                      | 60’                                                                    |
| 4-11-1983                                                              | Salvador                                                               | Brasile                                                                | 1 – 1                                                                  | Uruguay                                                                | Coppa America 1983 - Finale                                            | -                                                                      | 77’                                                                    |
| 17-6-1984                                                              | San Paolo                                                              | Brasile                                                                | 0 – 0                                                                  | Argentina                                                              | Amichevole                                                             | -                                                                      |                                                                        |
| 21-6-1984                                                              | Curitiba                                                               | Brasile                                                                | 1 – 0                                                                  | Uruguay                                                                | Amichevole                                                             | -                                                                      | 67’                                                                    |
| 21-6-1989                                                              | Basilea                                                                | Svizzera                                                               | 1 – 0                                                                  | Brasile                                                                | Amichevole                                                             | -                                                                      |                                                                        |
| 1-7-1989                                                               | Salvador                                                               | Brasile                                                                | 3 – 1                                                                  | Venezuela                                                              | Coppa America 1989 - 1º turno                                          | -                                                                      | 7’                                                                     |
| 23-7-1989                                                              | Rio de Janeiro                                                         | Brasile                                                                | 1 – 0                                                                  | Giappone                                                               | Amichevole                                                             | -                                                                      | 46’ 69’                                                                |
| 20-8-1989                                                              | San Paolo                                                              | Brasile                                                                | 6 – 0                                                                  | Venezuela                                                              | Qual. Mondiali 1990                                                    | -                                                                      | 73’                                                                    |
| 14-10-1989                                                             | Bologna                                                                | Italia                                                                 | 0 – 1                                                                  | Brasile                                                                | Amichevole                                                             | -                                                                      | 68’                                                                    |
| 14-11-1989                                                             | João Pessoa                                                            | Brasile                                                                | 0 – 0                                                                  | Jugoslavia                                                             | Amichevole                                                             | -                                                                      | 67’                                                                    |
| 5-5-1990                                                               | Campinas                                                               | Brasile                                                                | 2 – 1                                                                  | Bulgaria                                                               | Amichevole                                                             | -                                                                      | 77’                                                                    |
| Totale                                                                 |                                                                        | Presenze                                                               | 31                                                                     |                                                                        | Reti                                                                   | 6                                                                      |                                                                        |

## Palmarès

### Giocatore

#### Club

##### Competizioni statali
- Campionato Carioca: 5

Flamengo: 1978, 1979, 1979 Special, 1981
Vasco da Gama: 1987
- Campionato Gaúcho: 1

Internacional: 1985

##### Competizioni nazionali
- Campionato brasiliano: 4

Flamengo: 1980, 1982, 1983
Vasco da Gama: 1989
- Campionato messicano: 1

León: 1991-1992
- Campionato guatemalteco: 1

Comunicaciones: 1997-1998

##### Competizioni internazionali
- Coppa Libertadores: 2

Flamengo: 1981
Grêmio: 1983
- Coppa Intercontinentale: 1

Flamengo: 1981
- Coppa UEFA: 1

Bayer Leverkusen: 1987-1988

#### Nazionale
- Giochi panamericani: 1

1987
- Coppa America: 1

1989

#### Individuale
- Capocannoniere della Coppa Libertadores: 1

1984 (8 gol)
- Capocannoniere del Campionato Gaúcho: 1

1985